# Miletus bangkanus
Miletus bangkanus är en fjärilsart som beskrevs av Hans Fruhstorfer 1914. Miletus bangkanus ingår i släktet Miletus och familjen juvelvingar. Inga underarter finns listade i Catalogue of Life.